# Кам'янець-Подільська чоловіча гімназія
Кам'яне́ць-Поді́льська чолові́ча гімна́зія — класична російська гімназія, що діяла в губернському місті Кам'янці-Подільському у 1833—1919 роках.

## Передісторія
Згідно із «Статутом навчальних закладів, підвідомчих університетам», який 1804 року затвердив російський імператор Олександр І, у кожному губернському місті засновувалася гімназія — безплатна та безстанова. У 1804—1814 роках на правах Подільської гімназії діяла школа, розміщена у Вінниці. Тільки 27 вересня 1814 року цю школу реорганізували в Подільську губернську гімназію. Але вона і далі була польською, тож вчилися в гімназії здебільшого діти католиків. У 1814—1815 роках тут навчався майбутній польський поет Северин Гощинський. Цю ж гімназію 1824 року таємно від свого поміщика закінчив кріпак-вільнодумець Семен Олійничук. Тут також навчався архітектор Олександр Песке.
Після польського повстання 1830—1831 років гімназію у Вінниці закрили. 13 жовтня 1832 року Рада Харківського університету ухвалила Подільську гімназію з Вінниці перевести до Кам'янця-Подільського. Відкрили її в губернському центрі 1 січня (13 січня) 1833 року як Кам'янець-Подільську російську чоловічу гімназію.
А у Вінниці 1832 року відкрили повітову російську гімназію, яку 1847 року перевели до Білої Церкви. У цій гімназії — спочатку у Вінниці, потім у Білій Церкві — вчився польський історик і лікар Юзеф Ролле, який від 1861 року працював у Кам'янці-Подільському.

## Становлення
Першим директором Кам'янецької гімназії став 35-річний колезький асесор Федір Телешов — вихованець Казанської гімназії та педінституту. Федір Якович був енергійним, вимогливим начальником. Однак владолюбство, безконтрольне розпоряджання майном досить суттєво псували враження про нього. Телешов директорував недовго: через два роки його перевели до Кишинева.
Спочатку гімназія розміщувалася аж у трьох місцях. У колишньому (і нинішньому) будинку католицького єпископа (сучасна адреса — Францисканська, 2) були квартира директора гімназії та канцелярія, у колишніх будинках єзуїтів — квартири вчителів, у будинку Бесядовської — класи та квартира інспектора. Приміщення були тісними та старими. Так, 1835 року директор гімназії Андрій Батаровський скаржився: «У всіх класах пічки старі, рами у вікнах майже зогнили, тому, як запевняють пани вчителі, взимку в класах холодно, димно, чадно».
Якщо 1833 року у гімназії навчалося 98 учнів, то у 1835 — вже 221, а у 1839 — 427 чоловік.

## Новий корпус гімназії

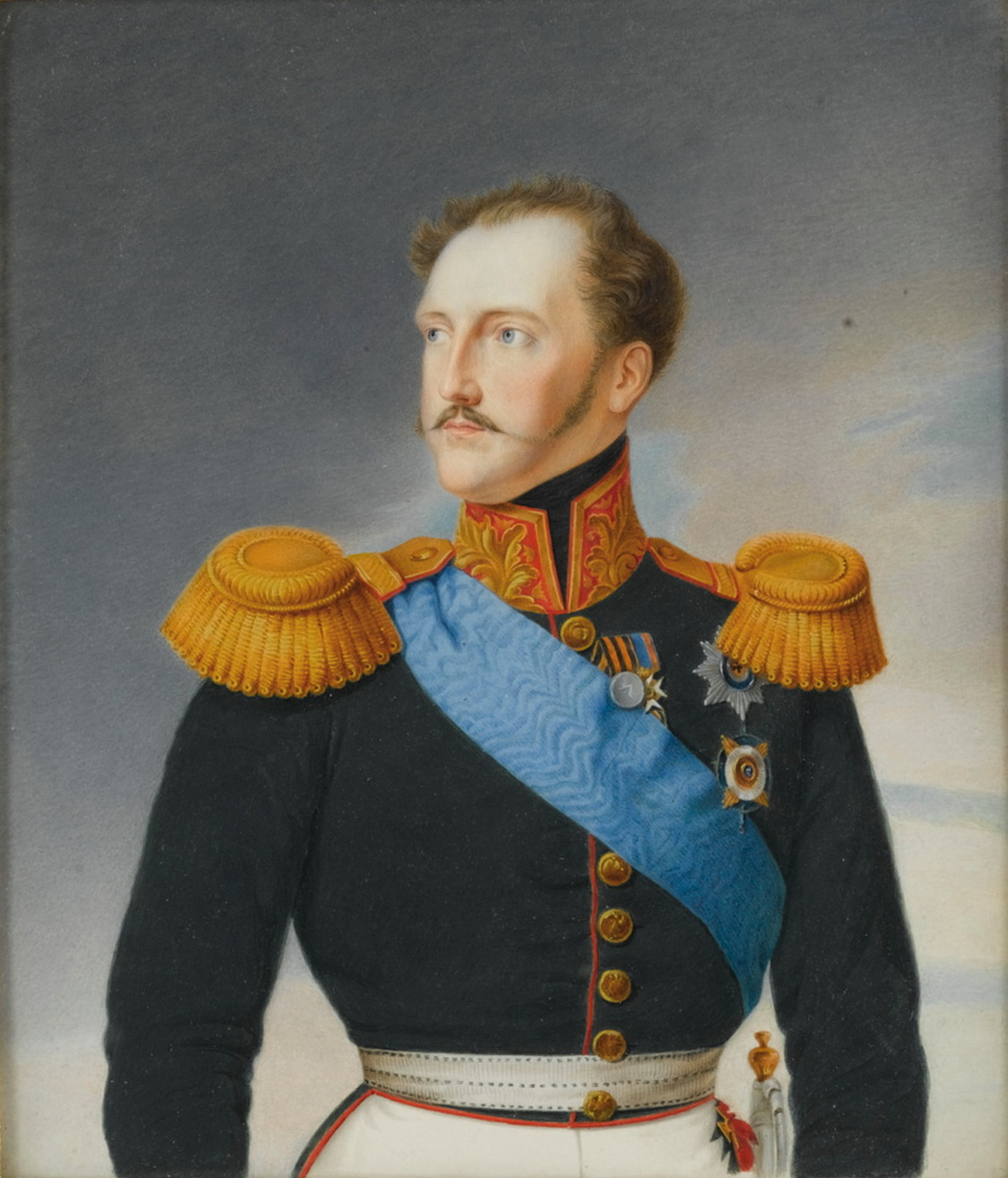
Микола I

На проблеми Кам'янецької гімназії звернув увагу сам імператор Микола І і висловив «діяльне бажання уряду та всього світського стану бачити в цьому губернському місті споруду, достойну гідності та важливості губернської гімназії». Тож 25 червня 1837 року — у 41-й день народження царя — заклали фундамент нового приміщення гімназії. 8 вересня 1841 року збудований корпус освятив архієпископ Арсеній. На першому поверсі розмістилися загальні учнівські квартири, на другому — класи, на третьому жили вчителі. Споруджений у стилі класицизму, будинок ззовні був досить скромний, але водночас і показний.
1851 року актовий зал між другим і третім поверхами перекрили — і влаштували два зали. У 1872—1873 роках у горішньому залі обладнали Трисвятительську церкву. Щоб вона мала баню, то навіть пожертвували залізним гербом Росії, який вінчав фасад.
1913 року гімназія на власні кошти провела в головному корпусі електричне освітлення. 1914 року, під час Першої світової війни, будівля постраждала під час обстрілу міста австрійськими військами.
Рівно сто років (1841—1941) будинок (сучасна адреса — Татарська, 14) вірно служив гімназії та її спадкоємиці — першій школі. Друга світова війна залишила від нього тільки стіни та прорізи вікон і дверей. 1948 року будинок відбудували й віддали під головний корпус педагогічного інституту (нині тут розміщується історичний факультет Кам'янець-Подільського національного університету).

## Мова навчання

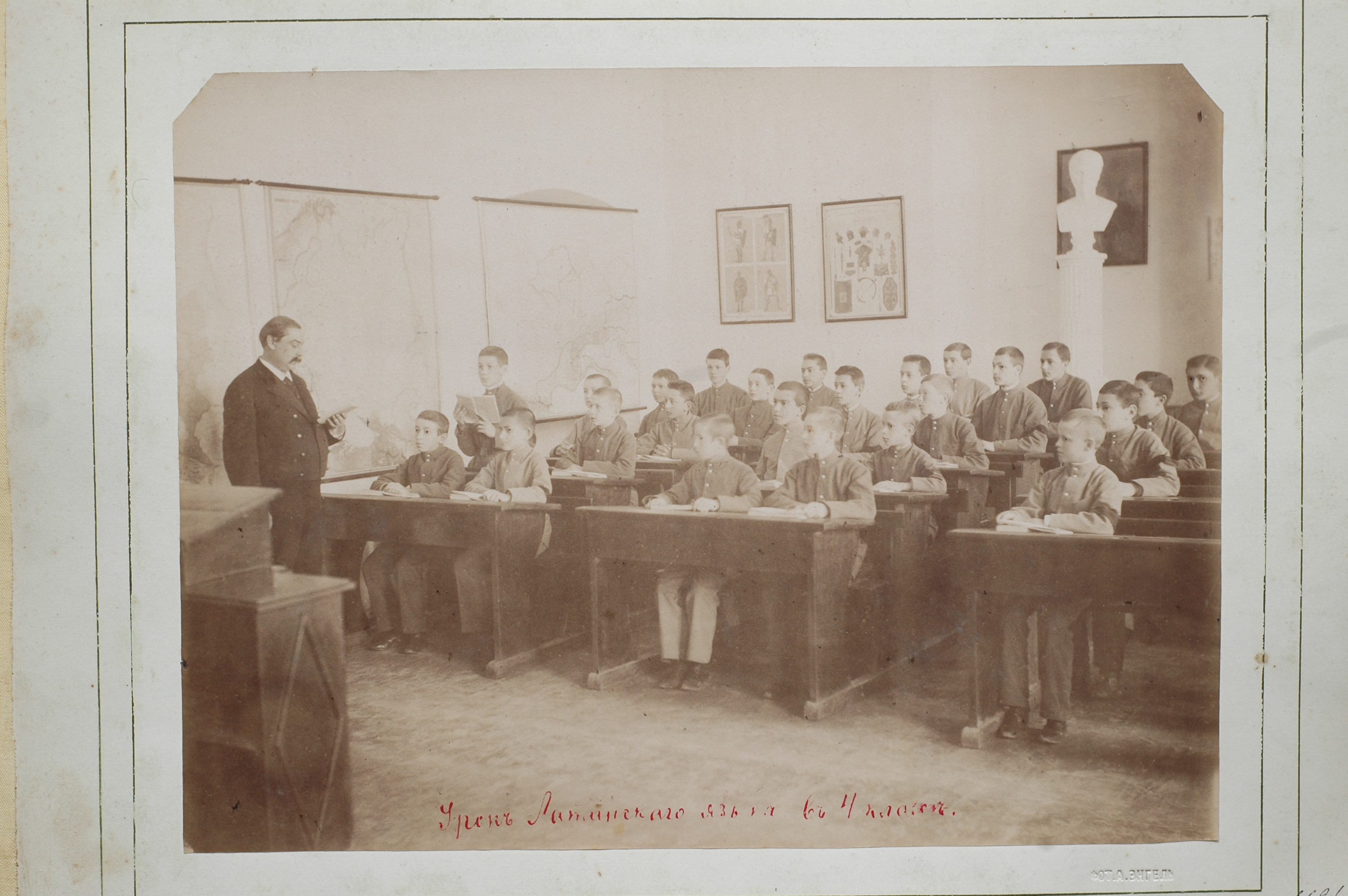
Урок латинської мови в четвертому класі. Фото з фондів Кам'янець-Подільського історичного музею-заповідника

Мовою навчання в Кам'янецькій гімназії була російська. Українська мова не викладалася згідно з циркуляром від 18 липня 1863 року, який видав міністр внутрішніх справ Росії Петро Валуєв, «ніякої окремої малоросійської мови не було, немає і бути не може».
Рідну мову гімназистів намагалися витіснити навіть з побуту. Так, 12 серпня 1865 року попечитель Київського навчального округу розпорядився, щоб не тільки в стінах гімназії, а й на квартирах учні розмовляли російською мовою. Тож не дивно, що в 1865—1866 навчальному році з 150 гімназистів-католиків 25 покарали тільки за те, що в стінах гімназії мали необачність заговорити польською мовою.

## Високі гості
Кам'янецька гімназія не була поза увагою держави, протягом свого існування її відвідали три царі — Микола І (1842 рік), Олександр II (1859 рік), Микола II (1916 рік).
У жовтні 1873 року гімназію інспектував міністр народної освіти Росії Дмитро Толстой. У п'ятому класі він сам провів диктант з російської мови, виправив учнівські роботи й оцінив кожну з них.

## Начальники

Пилип Морачевський

Серед керівників навчального закладу варто виділити Михайла Вощиніна, який від 1835 року був інспектором гімназії, а в 1838—1848 роках її директором. Саме при ньому збудовано новий корпус гімназії. Гуманне ставлення Михайла Ілліча до учнів було, як на ті часи, великою рідкістю. Не відгороджував він себе і від учителів, розумну пораду від них сприймав з радістю.

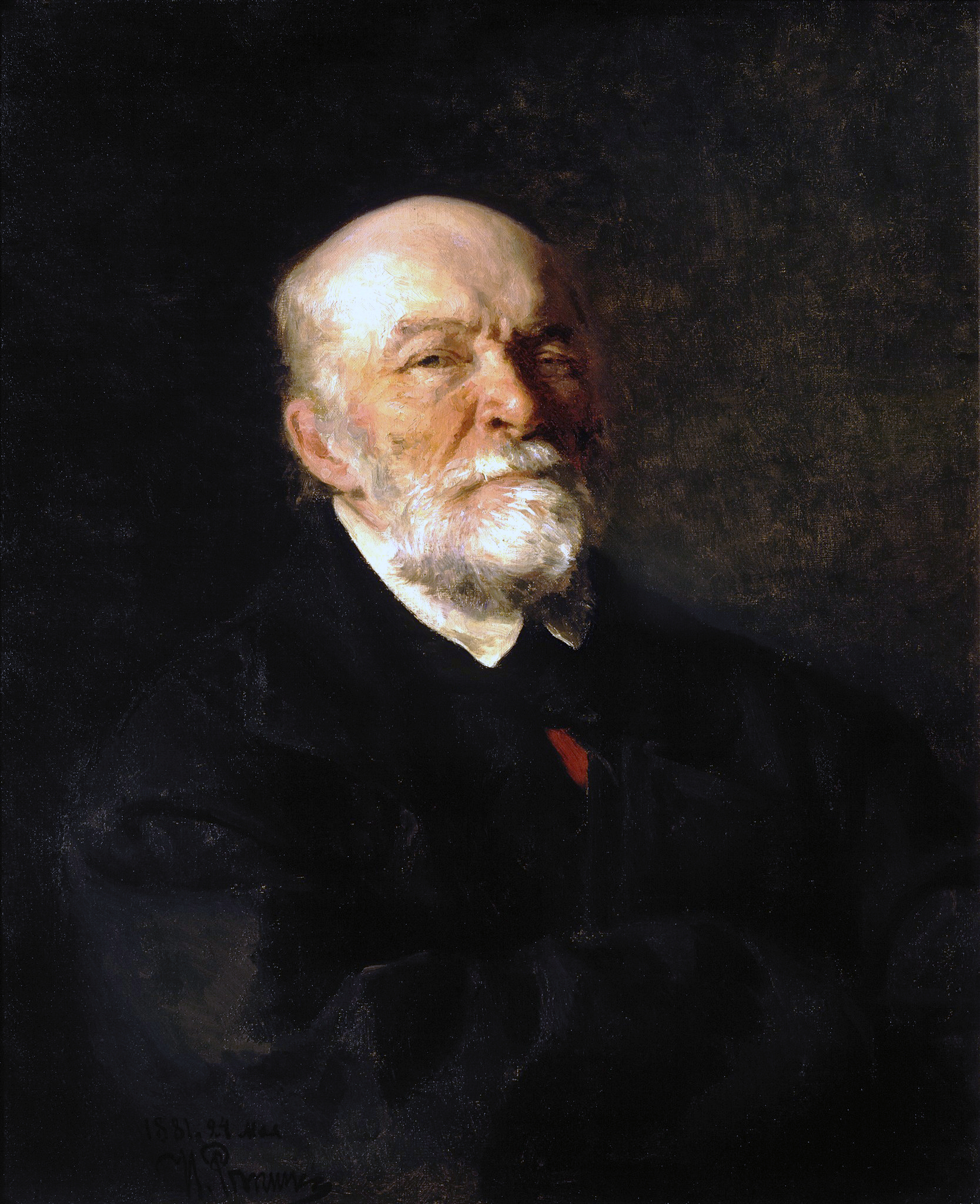
Микола Пирогов

Тоді ж (у 1835—1848 роках) у гімназії працював викладачем, а потім інспектором випускник Харківського університету (1823) Пилип Морачевський. У парі з Михайлом Іллічем це був чудовий тандем керівників.
Звісно, не всі директори були такими, як Вощинін. Так, у 1857—1863 роках гімназію очолював англієць за походженням, вихованець Единбурзького університету, знавець класичних мов Яків Бякстер. Ця досить освічена, але стара і хвора людина дивилася на гімназію як на другорядну справу.
Не кращим був і Петро Коленко, який очолював гімназію у 1864—1871 роках. Повільний і в'ялий, він майже не звертав уваги на навчання та виховання, а, живучи в окремому будинку, надзвичайно рідко з'являвся в гімназії. Проте директором Петро Дмитрович був суворим, тож учні та вчителі його боялися.
З попечителів Київського навчального округу виділимо видатного хірурга Миколу Пирогова. За недовгий час кураторства (1858—1861) він немало зробив для розвитку освіти в краї, посприяв поліпшенню викладання в гімназії, встановленню нормальних стосунків між учителями та учнями, вчителями та начальниками. 2 жовтня 1859 року Пирогов особисто представляв Олександру II учителів і учнів Кам'янецької гімназії, показував її приміщення.

## Вчителі
Про вчителів гімназії яскраві замальовки зробив Іван Михалевич:
| «З латинської мови один учитель був надмірно вимогливим до дітей, які навряд чи могли збагнути все розмаїття правил граматики, інший — при всій працелюбності та постійній підготовці до уроків — не дає очікуваної користі: викладаючи, вдається у філологічні тонкощі, а між тим його учні нерідко не знають елементарних речей з граматики…» |

Іван Вернадський, 1850-і роки

Але чимало викладачів залишили по собі добру пам'ять. Менше року працював у гімназії Іван Вернадський, який 1841 року прибув сюди після закінчення Київського університету. Але й через 40 років його згадали як одного з найкращих викладачів гімназії.
У 1865—1868 роках російську мову й словесність у Кам'янецькій гімназії викладав Павло Житецький — ще один випускник Київського університету.
У вересні 1842 року російську словесність і логіку в гімназії став викладати молдавський письменник і учений, майбутній почесний член Румунської академії наук Александру Хиждеу. Заскорузлість гімназичних програм явно не задовольняла Олександра Фадійовича (так його величали в гімназії), а вихід за їх рамки призвів до того, що вже через рік занадто самостійного викладача звільнили. В Кам'янецькій гімназії вчилися його сини: Микола — майбутній художник, замучений 1860 року в Петропавлівській в'язниці за участь у студентському революційному русі, Богдан — письменник, автор «Великого етимологічного словника румунської мови».
Варті доброго слова і художники, які викладали в гімназії. Це Іван Васьков, який звернув увагу на гімназиста Миколу Бурачека — майбутнього пейзажиста, художника театру. Це Дмитро Жудін, який свій значний талант художника передав і доньці Ользі Жудіній — випускниці Маріїнської гімназії.
Зовсім недовго, з вересня до грудня 1905 року, у гімназії малювання викладав В'ячеслав Розвадовський, який заснував у місті художню школу для сільських дітей. Учителем чистописання та малювання у 1851—1859 роках працював Гаврило Подраменцов. Але не це прославило Гаврила Миколайовича, а те, що велику любов до театру передав доньці, а та як Марія Савіна стала видатною російською актрисою.
У викладача Петра Чуйкевича — випускника філологічного факультету Київського університету — в гімназії зупинявся Тарас Шевченко в жовтні 1846 року під час тижневого перебування в місті. І з усього багатства, зібраного Шевченком у Кам'янці-Подільському, залишилося тільки три народні пісні, записані саме від Чуйкевича.
Добрих слів заслуговує Іван Михалевич, який 1883 року до 50-річчя гімназії видав історичні записки про неї, які досі не втратили цінності.
Український енциклопедист Євген Онацький 1912 року закінчив Кам'янецьку гімназію зі срібною медаллю. Золотої не дали «через кляту математику». А зрізав хлопця «викладач Горшков, великий педант, як і належить математикові», бо не зносив Євгенової звички «при різних алгебраїчних вправах губити плюси чи мінуси». Виявляється, Онацького вчив батько майбутнього радянського адмірала Сергія Горшкова — Георгій Михайлович.

## Учні

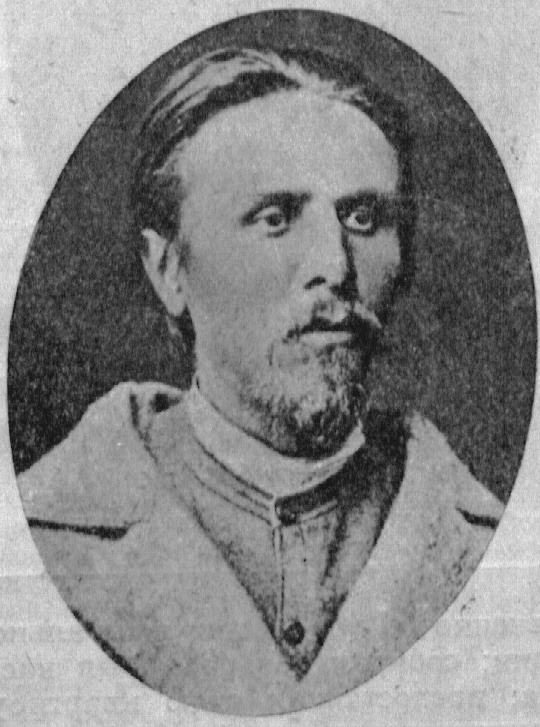
Володимир Малавський

Згадаймо і найталановитіших гімназистів. Миколу Бурачека, Богдана Хиждеу та Миколу Хиждеу, Євгена Онацького ми вже назвали.
У Кам'янець-Подільській гімназії в різні роки також училися:
- письменники Мойсей Альтман, Валер'ян Захаржевський, Лев Котелянський, Модест Левицький, Григорій Мачтет, Валер'ян Тарноградський, Юрій Смолич, Микола Антонович Чирський,
- зоолог Петро Бучинський,
- народники Володимир Дебогорій-Мокрієвич, Володимир Малавський, Михайло Шебалін,
- хімік-технолог, мистецтвознавець і колекціонер Щавинський Василь Олександрович,
- військовий історик Борис Жерве,
- революціонер Володимир Затонський, його брат — інженер Євген Затонський (під його керівництвом у 1930—1935 роках під Замковим мостом Кам'янця-Подільського збудовано гідроелектростанцію),
- біохімік Борис Збарський,
- літературознавець Костянтин Копержинський,
- дослідник творчості Олександра Пушкіна Микола Раєвський,
- головний художник Великого театру СРСР (у 1924—1928 роках) Михайло Курилко,
- гідрогеолог Октавій Ланге,
- геолог Олександр Михальський,
- лісознавець Василь Собічевський,
- мовознавець Борис Ларін,
- історики Іван Лучицький, Микола Карачківський,
- археолог і філолог Сергій Дложевський,
- подільські лікарі Юлій Манасевич, Вільгельм Фаренгольц і Едмунд Фаренгольц,
- санітарний лікар Антон Смідович,
- екстраординарний професор фізіології Київського університету Василь Курчинський,
- лікар, приват-доцент Київського університету Йосип Міфле,
- драматург і актор Тадей Рутковський,
- мистецтвознавець, архітектор Володимир Січинський,
- скрипаль Вацлав Коханський,
- математики Микола Чеботарьов, Ілля Штаєрман, Єжи Нейман,
- український учений-економіст, державний діяч Харитон Лебідь-Юрчик,
- громадський діяч, один з ініціаторів створення Кам'янець-Подільського університету Олександр Шульмінський.

Що гімназія була щедра на таланти, немає нічого дивного. У 19 столітті на все Поділля було лише дві чоловічі гімназії — Кам'янець-Подільська та на 5 років молодша Немирівська. Тож для талановитих подоляків, які хотіли здобути середню освіту, особливого вибору не було.
Але приймали до гімназії не всіх. У циркулярі від 18 червня 1887 року міністр народної освіти Іван Делянов відверто сказав:
| «До навчальних закладів повинні приймати тільки таких дітей, які перебувають під опікою осіб, здатних надати достатню запоруку в правильному над ними домашньому нагляді та надати їм необхідні для навчальних занять зручності. Отже, при неухильному дотриманні цього правила гімназії та прогімназії звільняться від вступу до них дітей кучерів, лакеїв, кухарів, прачок, дрібних крамарів, інших людей такого ж сорту, дітей яких, за винятком хіба що наділених незвичайними здібностями, зовсім не варто виводити із середовища, до якого вони належать». |
Атестат про закінчення гімназії відкривав шлях до університету. Так, 1886 року у Київському університеті на різних курсах вчилося 90 випускників Кам'янець-Подільської гімназії. Цікавий розподіл кам'янчан по факультетах: історико-філологічний — 1, фізико-математичний — 11, юридичний — 35, медичний — 43.

## Розваги

Юрій Смолич

Письменник Юрій Смолич (навчався у 1911—1913 роках) згадував: «Перший раз я побачив футбольний м'яч, коли вчився в перших класах у Кам'янець-Подільській гімназії».
Найвеселіше в гімназії було 30 січня (в храмовий день її церкви), коли на традиційний бал запрошували старшокласниць державної Маріїнської гімназії та приватної гімназії Славутинської.

## Доля гімназії
5 вересня 1919 року, в часи Української Народної Республіки, гімназію приєднали до заснованої 1918 року української гімназії імені Степана Руданського.
Коли 16 листопада 1920 року Кам'янцем остаточно заволоділи більшовики, то майже одразу взялися за реформу освіти. Уже 29 грудня повітовий відділ народної освіти ухвалив усі школи в місті та повіті перетворити на семирічні єдині трудові школи, зокрема гімназію імені Руданського на першу єдину трудову школу. Ця школа розпочала роботу 1 вересня 1921 року в гімназичному будинку на Соборній площі, 2 (сучасна адреса — Татарська, 14).
На долю письменника Володимира Беляєва випало пройти крізь усі реформування. Його навчання розпочалося з підготовчого класу Кам'янець-Подільської чоловічої гімназії. Далі (в період українських національно-визвольних змагань) він навчався в українській гімназії імені Степана Руданського, а 1923 року закінчив Кам'янець-Подільську першу трудову школу (спадкоємицю гімназії).
1936 року перша школа стала середньою. А 1944 року почала все з нуля: без власного приміщення (зруйноване під час війни, воно після відновлення дісталося педагогічному інституту), без старших класів.
І тільки 1956 року перша школа із семирічної знову стала середньою. У 1953—1956 роках для неї звели будинок, в якому школа діє донині (сучасна адреса — Польський ринок, 6). Ще дві важливі події в житті першої школи: 1963 року їй надали статус спеціалізованої школи з вивчення німецької мови, 1994 року вона стала асоційованим членом ЮНЕСКО.